# 대한민국-헝가리 관계
헝가리는 공산권 국가였으므로 대한민국과는 1989년까지는 정식 외교관계를 맺지 않고 있었다. 그러나 1980년대에 들어 헝가리의 총리 그로스 카로이 (Grósz Károly)의 개혁과정과 대한민국의 노태우 대통령의 개방정책에 의해 양자대화의 기틀을 마련하게 되었다. 1988년 7월초와 8월초의 양자 간 회담 및 상주대표부 설치 합의에 이어 결국 1989년 양국은 정식 외교관계를 맺게 되었다. 대한민국으로서는 중앙유럽의 공산권 국가 중에서는 헝가리와 처음으로 외교관계를 맺은 것이다. 1989년 수교 직후 대한민국 대통령 노태우가 중앙유럽 국가로서는 처음으로 헝가리를 방문하였으며, 이후 대한민국과 헝가리는 우호 관계를 유지하면서 경제 분야를 중심으로 협력을 강화해 가고 있다. 경제 분야에서는 정식 외교 관계가 수립되기 전부터 이미 교류가 시작되었었다.

## 외교 수립

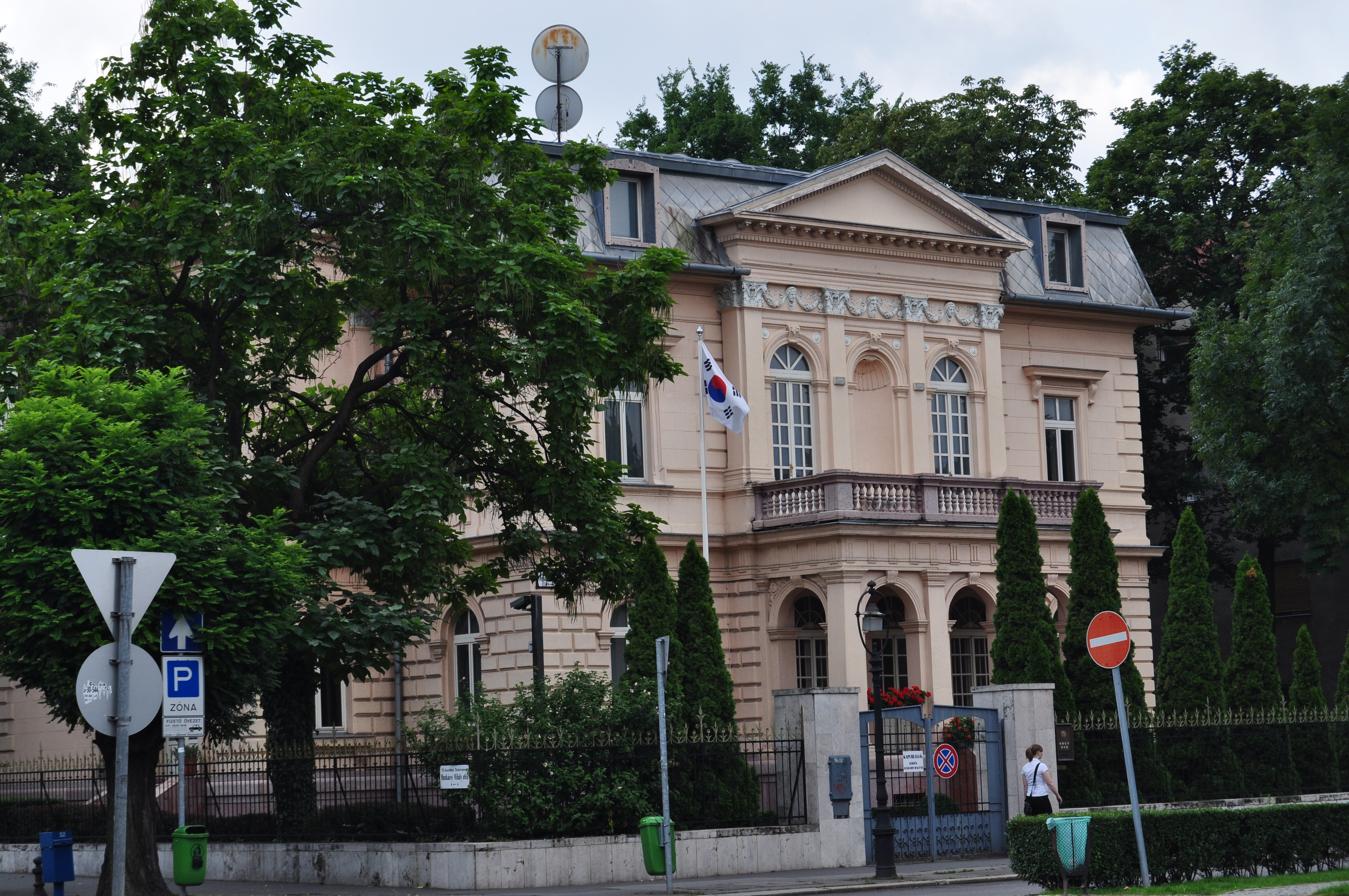
주헝가리 대한민국 대사관

헝가리는 조선민주주의인민공화국과는 1948년 수교하였으나, 헝가리는 공산권 국가였으므로 대한민국과는 1989년까지는 정식 외교관계를 맺지 않고 있었다. 그러나 1980년대에 들어 헝가리의 개혁과정과 대한민국의 노태우 대통령의 개방정책이 양자대화의 기틀을 마련하게 되었다. 헝가리에서는 그로스 카로이 (Grósz Károly)가 1987년 5월에 총리, 1988년 5월에 당서기장에 선임된 후, 대(對)서방 경제통상관계 증진에 힘을 기울여 헝가리의 글라스노스트(개방)를 주도하였다. 헝가리가 공산국가 중 서울 올림픽 참가결정을 맨 먼저 내렸으며, 1988년 3월, 역시 공산국가로는 처음으로 서울에 무역사무소를 설치한 것 등도 그로스 정부의 개방정책을 반영한 것이라고 볼 수 있다. 대한민국에서는 노태우 정부가 소련·중국을 비롯한 공산주의국가들과의 관계개선을 추구한다고 천명한 상황(→노태우 정부의 북방외교 참조)이었다. 박철언 대통령정책보좌관은 노태우 대통령의 명에 의거, 2차에 걸쳐 헝가리를 방문하고 헝가리 정부 지도층에 노태우 대통령의 북방정책의지와 7·7선언에 입각한 대(對)헝가리 관계개선 의사를 직접 전달했다. 1988년 7월초와 8월초, 서울과 부다페스트에서 양국 정부 대표간 회담이 두차례 개최되었다. 이 회담에는 대한민국 측에서 박철언과 민형기(閔形基) 외무부 구주(歐洲)국장이 각각 대표단장으로 참석했다. 이들이 두차례 헝가리에 입국할 때, 서울에서 각각 따로 출발, 서로 다른 루트를 통해 부다페스트에 모이는 등 비밀작전을 펼쳤다. 민형기는 7월초에는 취리히를 통해서 부다페스트로 들어갔고 8월에는 파리를 경유지로 택했다. 이렇게 철저하게 기밀 속에 일을 진행시킬 수 밖에 없었던 이유는 북한의 허를 찌르거나 국민들에게 깜짝 쇼의 효과를 주기 위한 의도에서가 아니라 북한의 올림픽 참가 검토에 나쁜 영향을 주지 않을까 우려했기 때문이었다고 한 관계자는 해명했다. 박철언이 만난 헝가리 고위인사는 그로스 당 서기장 겸 수상과 발코니 외무장관, 호른 외무차관 등이었다. 7월초의 첫 접촉과 1차 회의는 1주일간에 걸친 집요한 협상이었으나 헝가리 측의 반응이 수월하지 않았다. 협상과정에서의 이견은 주로 양국간 관계개선의 장애문제 대한 시각차라고만 전해졌는데 역시 북한관계가 어려움의 주요인이었던 것으로 추측된다. 또 상주대표부의 지위와 그 후 외교공관으로 승격시키는 문제에서도 쉽게 합의되지 않았었다. 이것을 두고 외무부의 관계자들은 북방외교의 의지가 속도조절에 다소 무리가 있었던 것이 아닌가 풀이하기도 했다. 대한민국 정부로서는 북방외교의 성공적 추진에 기폭제를 마련하기 위해서 하나의 대상을 골라 집중적으로 파고든 것이었다.
양국 간의 상주대표부 설치에 관한 협정은 8월 26일 헝가리 외무부 영빈관에서 민형기와 괴뢰크 야노시 헝가리 외무부 국제법규국장간에 서명되었으며 대한민국 정부는 9월 12일 오전 이현재 국무총리 주재아래 임시국무회의를 열고 "대한민국정부와 헝가리 정부간의 상주대표부 설치에 관한 협정"을 심의, 의결함으로써 국내법 절차를 끝냈다. 그리고 다음날인 9월 13일, 양국은 합의 사실과 내용을 동시에 발표하였다. 최광수 대한민국 외무부장관은 이날 합의문 발표에서 "대한민국 정부와 헝가리인민공화국 정부는 양국간 관계정상화의 필요성을 인정하고 경제, 통상, 재정, 문화, 체육, 과학기술, 영사 및 기타 제반관계를 수립, 발전시키기 위하여 서울과 부다페스트에 상주대표부를 설치하기로 합의했다"고 밝히고 "양국정부는 또한 외교관계 수립에 의한 양국관계의 정상화를 위하여 조속한 시일내 협상을 시작하기로 합의했다"고 말했다. 헝가리의 산도르 에트레 외무부 대사는 9월 13일 오전 최광수 외무부장관을 방문했는데 이 자리에서 두 사람은 각기 국내법절차를 완료한 협정서를 교환했다. 이와 같은 상주대표부 설치 합의의 발표 시점은 서울 올림픽이 개최되기 직전이었다. 당시, 북한의 올림픽 보이콧 요청을 묵살한 많은 사회주의 국가들의 대표들이 서울에 와 있었고, 헝가리와 마찬가지로 이들도 대한민국 정부와 공식, 비공식 접촉을 갖고 있는 상황이었다.
북한에서는 김정일의 이복 형인 김평일을 헝가리 주재 대사로 임명하였고, 김평일이 이제 막 부다페스트에 도착한 상황이었는데, 헝가리가 대한민국에 대한 개방 정책을 펼치기 시작하자, 김평일을 불가리아로 전보시켰다. 그러나, 불가리아도 헝가리와 마찬가지로 대한민국과의 개방 정책에 동참하게 된다.
양국간의 정식 외교 관계는 다음 해인 1989년 1월 29일 공식적으로 수립되었다. 대한민국으로서는 중앙유럽의 공산권 국가 중에서는 헝가리와 처음으로 외교관계를 맺은 것이다. 이러한 수교의 정책 수단은 국내경제력이었다. 노태우 정부는 헝가리에게 수교시 6억2500만 USD의 상업 차관을 약속하였다.:29 1989년 수교 직후 대한민국 대통령 노태우가 동유럽 국가로서는 처음으로 헝가리를 방문하였으며, 이후 대한민국과 헝가리는 우호 관계를 유지하면서 경제 분야를 중심으로 협력을 강화해 가고 있다.
1990년 11월 괸츠 아르파드 대통령이 대한민국을 공식 방문하여, 노태우 대통령과 한국의 유엔 가입 등 한반도 평화정착에 관한 의견을 교환하였다.:149 괸츠는 1993년 11월 대전 엑스포 개최시에도 비공식 방한하여 "헝가리의 날" 행사에 참석하였다.:149 1996년 12월에는 헝가리의 호른 수상이 방한하였고, 2001년 12월에는 김대중 대통령이 헝가리를 국빈 방문하였다.:149 2005년 3월에는 주르차니 페렌츠 총리가 방한하여 대한민국의 노무현 대통령을 만나 네개의 협정과 세개의 양해성명을 체결하였으며, 2006년 8월에는 씰리 커털린(Szili Katalin) 국회의장이 대한민국을 공식 방문하였다. 2005년 7월에는 뎀스키 가보르(DEMSZKY Gábor)부다페스트 시장이 아시아 순방 중 방한하여 서울-부다페스트 협력 합의서를 체결하였다.
외교적 협력과 함께 양자 관계의 제도적 합의도 마련되었다. 투자보호, 이중과세 방지, 무역 및 경제, 문화, 학문-기술 협력, 비자면제, 항공 및 관광 협력에 대한 정부간 합의가 맺어졌고, 정부간 경제 협력위원회가 설립되었다. 대한민국은 북동아시아지역 국가들 중 헝가리에게 중요한 정치, 경제 파트너이다. 2004년 5월 이루어진 헝가리의 EU가입은 헝가리의 활동무대를 더욱 넓혀 주었고 이전의 협력 분야가 더욱 확대, 증진 되는 결과를 가져왔다.
대한민국은 부다페스트에, 헝가리는 서울에 각각 상주 대사관을 설치하였다. 현재 주한 헝가리 대사인 렌젤 미클로슈(Lengyel Miklos)는 2007년 10월에 부임하였는데 그는 1980년대에는 북한의 평양에서 외교관으로 활동하기도 하였다. 2006년 3월경, 주 헝가리 대한민국 대사관에 주 헝가리 북한 대사관에 근무하는 하위직 직원과 그의 가족들이 정치적 망명을 요구하여, 대한민국으로 입국한 사건이 있었다.

## 경제
경제 분야에서는 정식 외교 관계가 수립되기 전부터 교류가 시작되었다. 대한민국과 헝가리 간에는 1979년부터 간접교역이 이루어져 왔으며, 직접 교역은 1985년 한일합섬이 성사시킨 바 있다. 양국의 교역량은 1988년에 이미 1800만 USD에 달하고 있었다. 헝가리로서는 경제 교류의 확대가 양국 간의 관계 수립에 큰 동기가 되었다. 헝가리에서는 1987년 2월 뎀잔 헝가리 신탁은행장을 대표로 하는 통상사절단이 대한민국에 파견되어 합작 투자를 협의한 것을 필두로 1987년 5월에는 대한민국 측 합작투자사절단이 헝가리를 방문, 상호통상업무협조를 위한 활동을 벌였다. 1987년 8월에는 박영수 대한무역진흥공사사장 일행이 헝가리 상공회의소를 방문했다. 이같은 접촉의 결과, 대한민국은 1987년 8월 25일, 공산권국가로는 처음으로 헝가리와 통상업무협조약정을 맺게 됐다. 부다페스트에서 대한무역진흥공사와 헝가리 상공회의소간에 정식체결된 이 약정은 무역사무소 교환 개설, 통상정보 상호제공 및 거래 알선, 박람회 및 통상사절단 상호교류, 통상교류와 관련된 신변안전보장 등을 주요내용으로 하고 있다. 1987년 12월 대한무역진흥공사가 부다페스트에 상주사무소를 개설했으며 헝가리 상공회의소는 1988년 3월에 서울무역사무소를 개설했다. 외교관계가 수립됨으로 인해 경제협력협정, 이중과세 방지 협정, 투자보호협정같은 각종 경제관련 양자협정 체결이 가능케 되었다.
여러 경제 관련 협정들과 함께 우호적인 양국의 정치관계는 경제협력관계를 유지해나가는데 있어 유리한 조건들을 제공하였다. 양국의 무역관계는 최근 몇 년간 역동적인 발전을 보여주었으며 오늘날 대한민국은 헝가리에게 아시아지역의 중요한 경제 파트너가 되었다. 1980년대에는 5백만 달러에도 못 미쳤던 연간 교역량은 2003년에는 10억 달러를 넘게 되었다. 2007년, 양국의 교역 규모는 16억 USD로 거의 90배가량 증가되었다. 헝가리는 승용차, 소형화물차, 컴퓨터 부품, 가전제품 등 대한민국의 경쟁력 있는 수출품들의 중요한 소비시장이 되었다. 헝가리에 투자하고 있는 대한민국 기업으로는 삼성그룹, 한국타이어 등이 있다. 양국의 교역은 증가추세에 있지만 헝가리 통계에 따르면 헝가리의 대(對)대한민국 수출은 대한민국의 대(對)헝가리 수출량의 10분의 1정도에 그치고 있다. 헝가리의 주요 수출품은 냉동 돈육, 화학제품, 약품, 전기제품, 전자장비, 부품, 기계, 소비재 등이다.

## 주헝 한국 대사 목록
- 한탁채(韓鐸採) (1989년 ~ 1991년)
- 박영우(朴永佑) (1991년 ~ 1993년)
- 최성홍(崔成泓) (1993년 ~ 1996년)
- 이종무(李鍾武) (1996년 ~ 1998년)
- 한화길(韓和吉) (1998년 ~ 2001년)
- 서대원(徐大源) (2001년 ~ 2003년)
- 이호진(李浩鎭) (2003년 ~ 2006년)
- 엄석정(嚴錫正) (2006년 ~ 2008년)
- 서정하(徐正河) (2008년 ~ 2011년)
- 남관표(南官杓) (2011년 ~ 2014년)
- 임근형(任根亨) (2014년 ~ 2018년)
- 최규식(崔奎植) (2018년 ~ )

## 같이 보기
- 헝가리의 대외 관계
- 대한민국의 대외 관계